# Ursula von der Leyen
Ursula Gertrud von der Leyen (/ˈʊʁzula ˈɡɛʁtʁuːt fɔn deːɐ̯ ˈlaɪən/ (escucharⓘ), Ixelles, 8 de octubre de 1958), nacida como Ursula Gertrud Albrecht, es una política y médica alemana del Partido Popular Europeo, actual presidenta de la Comisión Europea desde diciembre de 2019. Lo fue durante la IX legislatura, y lo es en la actual X legislatura tras las elecciones al Parlamento Europeo de 2024.
Desempeñó el cargo de ministra de Defensa de Alemania desde 2013 hasta 2019.
Miembro de la Unión Demócrata Cristiana (CDU), fue la primera mujer en la historia alemana en ocupar el cargo de ministra de defensa y la primera en ser presidenta de la Comisión Europea. Previamente fue ministra de Trabajo y Asuntos Sociales desde 2009 hasta 2013 y ministra de Familia, Tercera Edad, Mujeres y Juventud desde 2005 a 2009. Además de su lengua materna alemán, habla francés e inglés con fluidez, ya que pasó su infancia en Bruselas y vivió varios años en Estados Unidos.
Su padre Ernst Albrecht trabajó entre 1954 y 1970 para las instituciones europeas. Entre 1976 y 1990 fue ministro-presidente del estado federado alemán Baja Sajonia.
De 2001 a 2004, se involucró en la política local en la región de Hannover y fue ministra de Asuntos Sociales, Mujeres, Familia y Salud en el Gobierno estatal de Baja Sajonia entre 2003 y 2005. En 2005 se unió al gabinete federal, donde permaneció, en distintas carteras, hasta 2019. También fue considerada como la principal contendiente para suceder a Angela Merkel como canciller y como la favorita para convertirse en secretaria general de la OTAN.
El 2 de julio de 2019, von der Leyen fue propuesta por el Consejo Europeo como candidata para el cargo de presidenta de la Comisión Europea. El 16 de julio fue elegida por el Parlamento Europeo para ocupar ese cargo e inició su mandato el 1 de diciembre de 2019. En marzo de 2024, el Partido Popular Europeo la escogió como su Spitzenkandidat para liderar la campaña en las elecciones del parlamento europeo de 2024 y un segundo período como presidenta de la Comisión.Desde 2022, es considerada como la mujer más poderosa del mundo por Forbes.

## Familia, primeros años y formación
Es descendiente del barón Ludwig Knoop, un fabricante de telas de la ciudad de Bremen y uno de los empresarios más exitosos del siglo XIX. Es hija de Heidi Adele Albrecht y Ernst Albrecht, nació con el nombre de Ursula Gertrud Albrecht en el municipio belga de Ixelles (Bruselas) el 8 de octubre de 1958. Su padre fue un prominente político de la conservadora Unión Demócrata Cristiana de Alemania (CDU) que llegó a ejercer de director general de competencia en la Comisión Europea (hasta 1970) y de ministro-presidente del estado federado de Baja Sajonia (de 1976 a 1990). Ursula von der Leyen tiene cinco hermanos varones, dos de los cuales, Hans-Holger Albrecht y Donatus Albrecht, son conocidos empresarios.
Ursula nació y pasó sus primeros años en Bruselas, donde estudió en la Escuela Europea (la institución en la que se inscriben muchos hijos de funcionarios comunitarios en Bruselas) y fue educada bilingüe, en alemán y francés, aprendiendo el francés desde el primer grado.
Posteriormente su familia se radicó en Lehrte, en Hannover, cuando su padre fue designado director ejecutivo de la compañía de productos alimenticios Bahlsen.
En 1976 inició sus estudios universitarios, matriculándose en Arqueología en Gotinga. En 1977 cambió la carrera y hasta 1980 estudió Economía en Gotinga y Münster, interrumpido por estudios en la Escuela de Economía y Ciencia Política de Londres en 1978. Tras el asesinato del presidente de la patronal Hanns-Martin Schleyer en 1977, por parte del grupo terrorista Fracción del Ejército Rojo, su padre la envió a Londres para protegerla de un posible atentado. Allí estudió bajo un nombre falso, Rose Ladson, y tuvo protección de Scotland Yard.
En 1980 cambió de carrera otra vez y empezó los estudios de Medicina en la Medizinische Hochschule Hannover (Hochschule/Escuela Médica de Hannover), donde se graduó en 1987. Se especializó en ginecología y en 1986 contrajo matrimonio con el médico Heiko von der Leyen con el que ha tenido siete hijos.
Entre 1988 y 1992 trabajó como médica asistente en la clínica para mujeres de la Medizinische Hochschule Hannover. Después de finalizar sus estudios de posgrado, se graduó como doctora en Medicina en 1991.
Desde 1992 a 1996, después del nacimiento de sus dos hijas mellizas, Ursula von der Leyen residió en Stanford, donde su marido trabajaba en la Universidad Stanford y ella se dedicó al cuidado de sus hijos. Regresó a Alemania en 1996 y entre 1998 y 2002, fue miembro del Departamento de Epidemiología, Medicina Social e Investigación del Sistema de Salud en la Medizinische Hochschule Hannover (Hochschule/Escuela Médica de Hannover).
Cuando vivían en Bruselas, su hermana pequeña Benita-Eva murió a la edad de once años de cáncer. Más tarde recordó "la enorme impotencia de mis padres" ante el padecimiento de cáncer, que citó como una de sus razones en 2019 por la que su Comisión de la UE debería "tomar la iniciativa en la lucha contra el cáncer".

## Trayectoria política
Ursula von Leyen se afilió a la Unión Demócrata Cristiana (CDU) en 1990, iniciando su actividad política en 1999. En 2001 entró en la política local de la región de Hannover.
Fue elegida miembro del Parlamento de Baja Sajonia en 2003, y de 2003 a 2005 fue ministra de Familia en el gobierno del Baja Sajonia, en el gabinete presidido por Christian Wulff.

### Gobierno de Angela Merkel

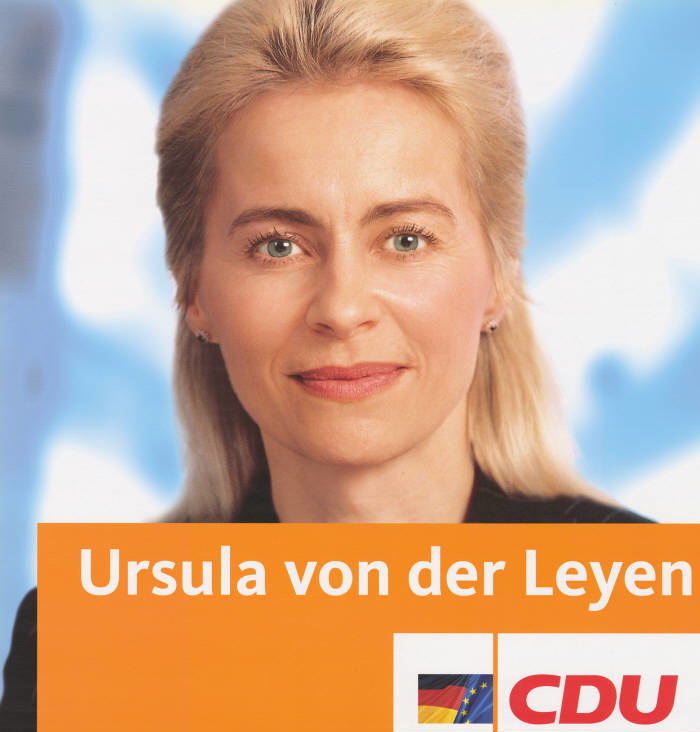
Cartel de campaña durante las legislativas de 2005.

En 2003, von der Leyen fue parte de un grupo organizado por la líder y presidenta de su partido político (CDU) Angela Merkel. La tarea de esta comisión consistió en preparar una serie de alternativas para reformar el sistema social en respuesta a la Agenda 2010 del entonces canciller federal Gerhard Schröder de Partido Socialdemócrata de Alemania (SPD). La comisión fue llamada Herzog, como su presidente.
Antes de las elecciones federales de 2005, Merkel eligió a Ursula von der Leyen para ocupar las carteras de Familia y Seguridad social en su gabinete. En las negociaciones para formar el gobierno tras las elecciones generales de septiembre de 2005, von der Leyen lideró la delegación de la CDU/CSU en el grupo de trabajo sobre el tema Familia; su copresidenta fue Renate Schmidt. En noviembre siguiente, Ursula von Leyen fue nombrada ministra de Asuntos Familiares, Tercera Edad, Mujeres y Juventud en el gabinete de Merkel. Desde este ministerio introdujo la Ley de Fomento Infantil, que destinó 4,3 mil millones de euros a la creación de nuevas estructuras para el cuidado de los niños. Asimismo, introdujo la licencia por paternidad/maternidad, un permiso pagado para padres, siguiendo el modelo escandinavo, que reserva dos meses adicionales para padres que hacen uso de este beneficio. Esta sección de la ley provocó protestas de parte de algunos alemanes conservadores. Sin embargo buscó convencer a la opinión pública de la bondad de sus reformas con una campaña publicitaria de 3 millones de euros. Posteriormente, la ministra fue criticada por hacer uso de fondos públicos para lograr apoyo político y por emplear técnicas de marketing integradas.
Por otra parte, apoyó la iniciativa de bloquear la pornografía infantil a través de los servidores de servicios en la red Internet con una lista de la Oficina Federal de Investigación Criminal (Alemania) (BKA), con el fin de crear una infraestructura básica que controlara las páginas web consideradas ilegales por la BKA. Por esta propuesta se le dio el apodo de Zensursula, una composición de la palabra alemana zensur (censura) y de su nombre Ursula. En este sentido, se refirió a los problemas de la lucha contra la pedofilia pornográfica en Internet, haciendo responsables a servidores situados en África o India, donde «la pornografía infantil es legal». Esta afirmación estaba basada en estudios realizados en el 2006 por el Centro Internacional de Niños Desaparecidos y Abusados. Sin embargo, la pornografía infantil en realidad es ilegal en India. De hecho, la sociedad india tiene reglas más estrictas sobre el erotismo en los medios de comunicación que Alemania. Posteriormente, se disculpó por haber citado una fuente incorrecta. También solicitó prohibir y censurar el álbum Liebe ist für alle da de Rammstein.
Fue elegida miembro de la cámara baja del parlamento federal alemán, en las elecciones federales de septiembre de 2009 representando al distrito electoral número 42 de Hannover junto con Edelgard Bulmahn del Partido Social Demócratico. En las subsecuentes negociaciones para formar un nuevo gobierno de coalición, dirigió la delegación CDU/CSU en el grupo de trabajo sobre salud, del que fue copresidente Philipp Rösler del Partido Democrático Libre (FDP). Von der Leyen fue reelegida ministra de Familia, al poco tiempo le sucedió Franz Josef Jung como ministro de Trabajo y Asuntos Sociales el 30 de noviembre de 2009. Durante su gestión ayudó a Merkel a llevar a la CDU a una posición central en la política alemana apoyando el incremento del número de jardines maternales, la introducción de una cuota de mujeres en los cargos directivos de empresas, el matrimonio entre personas del mismo sexo y un salario mínimo en todo el país.
Así mismo apoyó la disminución de las restricciones del ingreso a los trabajadores extranjeros para combatir la escasez de trabajadores calificados en Alemania. En 2013, hizo un acuerdo con el gobierno de Filipinas para facilitar la ubicación de empleados profesionales de la salud filipinos en Alemania. Uno de los requerimientos fue que los trabajadores de la salud filipinos tendrían que ser empleados bajo las mismas condiciones que sus colegas alemanes.
Fue considerada inicialmente como candidata principal para las nominaciones de los partidos políticos de la CDU/CSU y FDP para las elecciones presidenciales del 2010, pero finalmente Christian Wulff fue elegido como candidato. Los medios informaron que la nominación de Wulff fue un duro golpe para Merkel. Los ministros conservadores de su propio partido bloquearon a la candidata elegida por la canciller.
En noviembre de 2010, dijo en el periódico Bild que la CDU debería considerar la imposición de un voto formal para elegir al futuro candidato para canciller. En las negociaciones para formar el gobierno tras las elecciones federales de Alemania de 2013, condujo la delegación de la CDU/CSU en el comité de trabajo sobre leyes laborales; su copresidente fue Andrea Nahles del SPD.

#### Ministra de Defensa

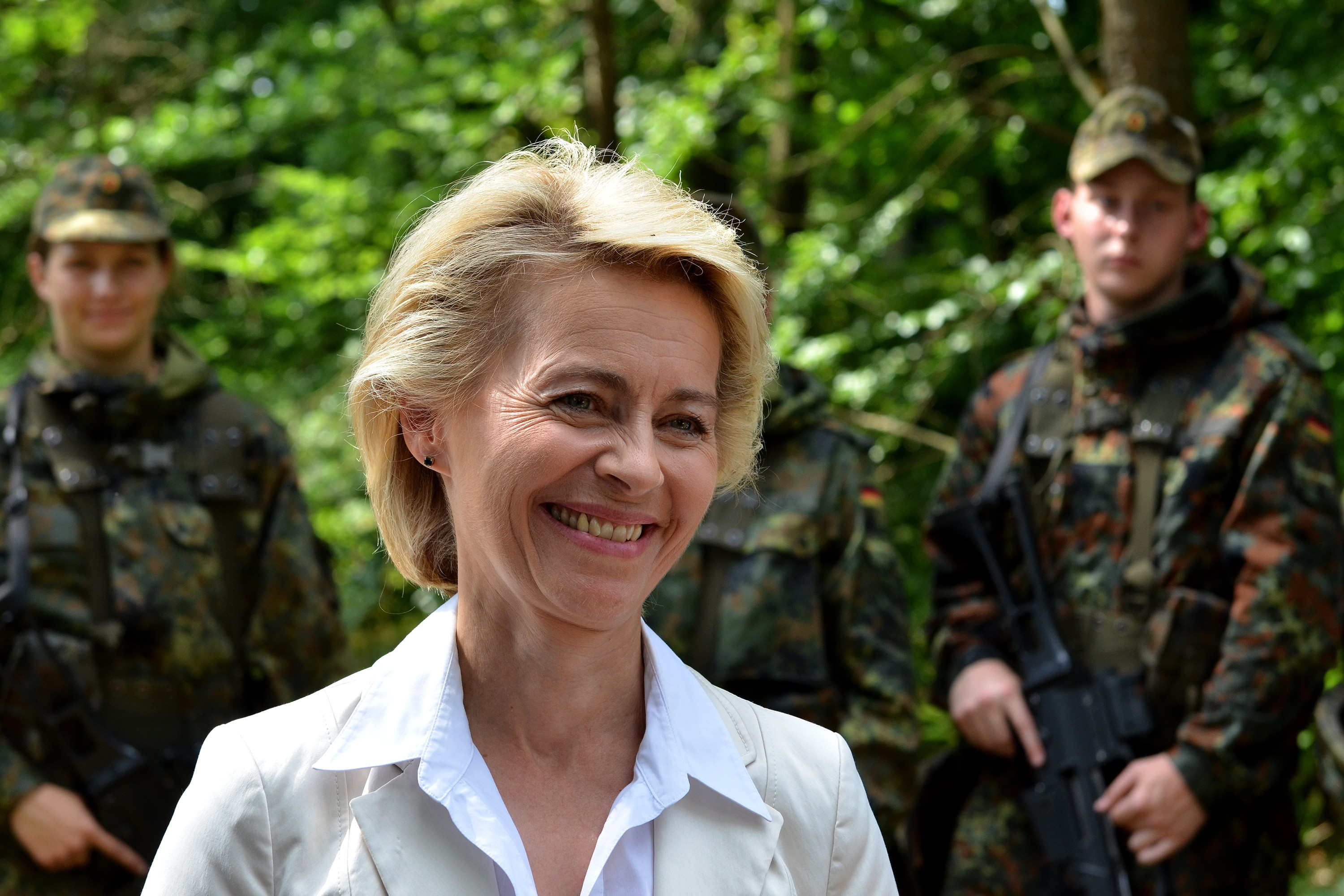
Von der Leyen con los soldados alemanes (2014).

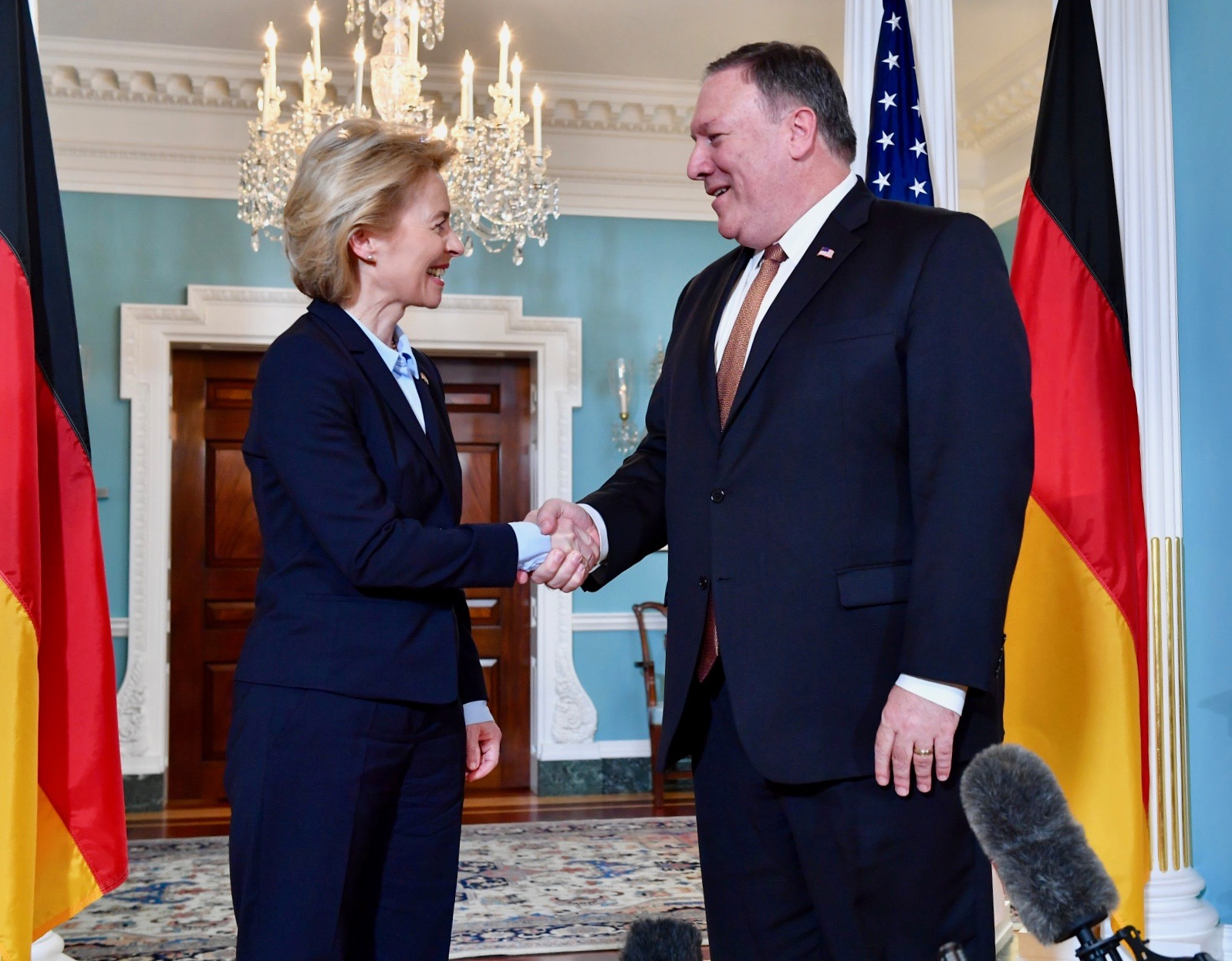
Ursula von der Leyen y Mike Pompeo (2018).

En 2013, von der Leyen se convirtió en la primera mujer en ser nombrada ministra de Defensa en Alemania, proponiendo una política exterior más firme con respecto a su predecesor. Al principio de su gestión, prometió tomar el control del presupuesto de defensa de Alemania después de publicarse en el informe de KPMG repetidos fallos en el control de los proveedores, costes y fechas de envíos. Pese a ello en 2019, al final de su mandato, se estableció un comité del Bundestag que deberá aclarar si durante su paso por el Ministerio de Defensa se adjudicaron ilegalmente millones de euros en contratos de consultoría.
Durante su gestión visitó varias veces las tropas del ejército estacionadas en Afganistán y supervisó el retiro gradual de los soldados alemanes de este país cuando la Organización del Tratado del Atlántico Norte (OTAN) fue desmantelando paulatinamente la misión de la Fuerza Internacional de Asistencia para la Seguridad (ISAF) después de 13 años. Sin embargo desde entonces los soldados alemanes siguen presentes en el país asiático dentro de la misión multinacional Apoyo Decidido con la que el gobierno de Merkel se comprometió hasta marzo de 2020.
En cuanto a la guerra contra el Estado Islámico, en el verano de 2014 la ministra tuvo una participación decisiva en la decisión de Alemania de reabastecer a los combatientes kurdos Peshmerga con asistencia letal. Dentro del mismo contexto y tras la críticas por parte de varios oficiales alemanes al presidente turco Recep Tayyip Erdoğan por la represión armada contra los militantes kurdos en agosto de 2015, la ministra decidió cesar la misión de los misiles Patriot en el sur de Turquía.
El 27 de septiembre de 2015 la página web VroniPlag Wiki afirmó haber encontrado «elementos de plagio» en 27 páginas de la tesis doctoral de Ursula von Leyen. Ella negó las acusaciones y solicitó a un comité independiente que investigara las acusaciones. Después de un procedimiento preliminar, la universidad organizó una investigación formal. El comité de la universidad que investigó el caso determinó en septiembre de 2016 que el texto presentaba «defectos obvios, particularmente en la introducción», pero que el «el patrón de plagio no era evidencia de un intento de fraude».
Durante su gestión, el Parlamento alemán aprobó el plan del gobierno en el 2016 de enviar 650 soldados a Malí, aumentando la presencia de las Naciones Unidas con la Misión Multidimensional Integrada de Estabilización de las Naciones Unidas en Malí     (MINUSMA) en este país de África occidental. Además votó a favor de la participación alemana en otras misiones de paz de la Unión Europea en África: Atalanta y EUTM Somalia (2009-2015) Darfur/Sudán (2010-2015) Sudán del Sur (2011-2015), Mali (2013-2015), la República Centroafricana (2014) y Liberia (2015).
Con respecto al deterioro de la relación entre Europa y Rusia durante la crisis de Crimea en 2014, pidió a la OTAN que apoyara a los países bálticos en sus desavenencias con Moscú. Sin embargo, durante la conferencia de Seguridad de Múnich de 2015, defendió públicamente la decisión de Alemania de no proveer de armas a Ucrania, resaltando que era importante mantener unida a Europa con respecto a Ucrania, agregando que las negociaciones con Rusia eran posibles. Además, mencionó que Rusia tiene una infinita provisión de armamentos que puede enviar a Ucrania. Por el contrario, afirmó que darle a Ucrania armas para defenderse podría traer resultados fatídicos.
Por otra parte, cuando Hungría usó cañones de agua y gas lacrimógeno para hacer retroceder a los refugiados a la frontera serbo-húngara durante la crisis migratoria en Europa de 2015, criticó públicamente al primer ministro Viktor Orbán y calificó a estas medidas como «inaceptables y contrarias a las normas europeas».
Von der Leyen también buscó impulsar un programa de 100 millones de euros para hacer a las Fuerzas Armadas más atractivas para los nuevos reclutas, incluyendo la creación de guarderías infantiles para los hijos de los soldados, haciendo coincidir los desplazamientos de los soldados con las vacaciones escolares, e incrementando pagos extras al personal que ocupa puestos más difíciles.

### Unión Europea
En 2011 en una entrevista de la revista Der Spiegel, von der Leyen expresó su preferencia por los «Estados Unidos de Europa» siguiendo el modelo de los estados federados, un sistema que según ella beneficiaría la resolución de asuntos relativos a las finanzas, los impuestos, la economía o la política en la Unión Europea (UE). Dentro de la misma perspectiva europeísta ha sostenido que la creación de un ejército europeo sería un objetivo a largo plazo. En 2015 añadió que consideraba posible la creación de un ejército combinado, y de que «tal vez no mi hijos, pero mis nietos van a vivir la experiencia de los Estados Unidos de Europa». Ese mismo año, ella y sus colegas de Francia y Polonia, Jean-Yves Le Drian y Tomasz Siemoniak, revitalizaron el acuerdo de cooperación entre los tres Estados miembro de la UE que conforman el denominado Triángulo de Weimar.
En el marco del centenario del inicio de la Primera Guerra Mundial en 2014, en su cargo de ministra de Defensa, inauguró un monumento en memoria del Día del Armisticio en Ablain-Saint-Nazaire junto con el presidente de Francia François Hollande y la ministra de Renania del Norte Hannelore Kraft, junto a otros funcionarios belgas y británicos.

#### Comisión Europea

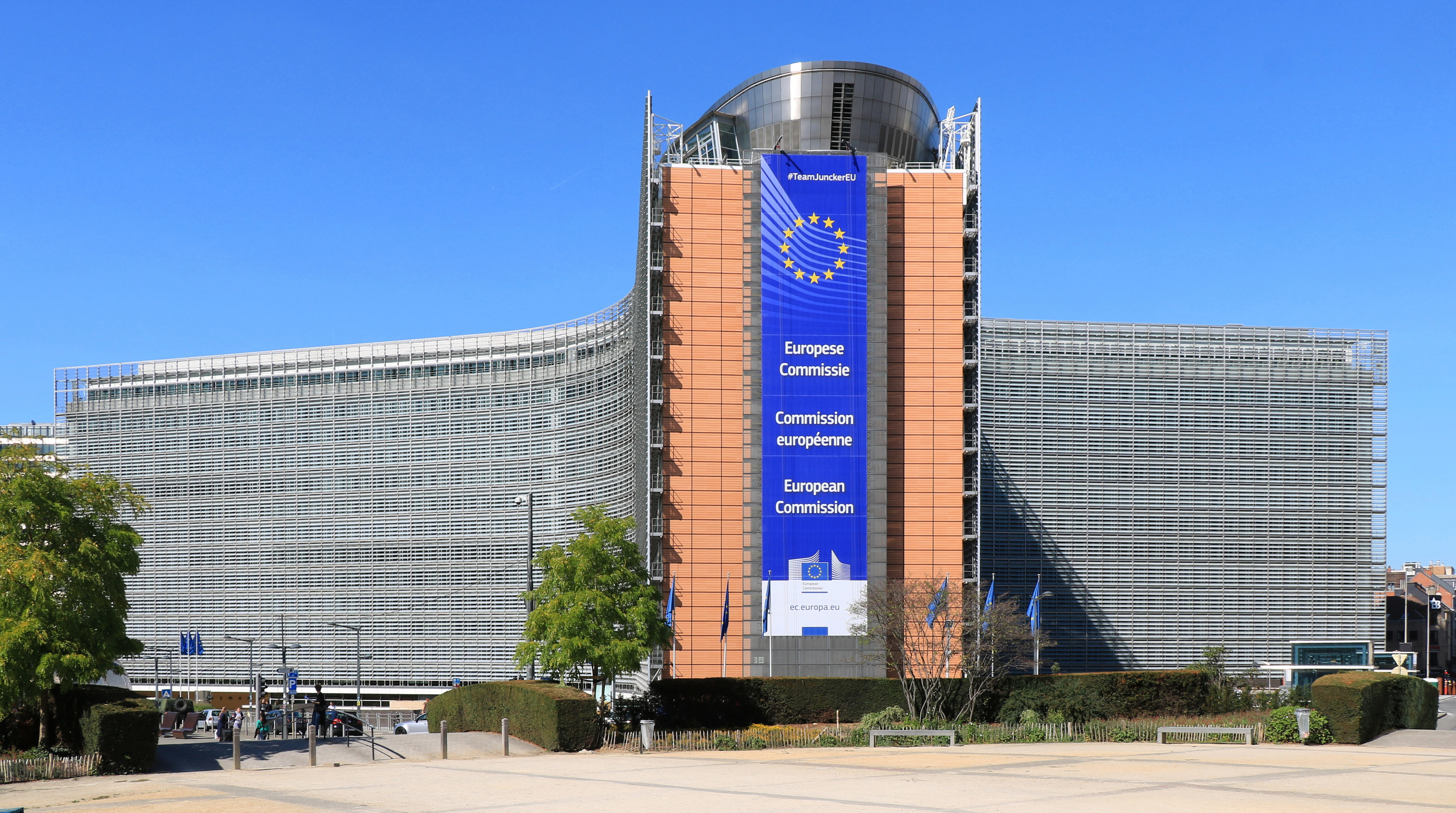
Edificio Berlaymont sede de la Comisión Europea en Bruselas, ciudad natal de Von der Leyen.

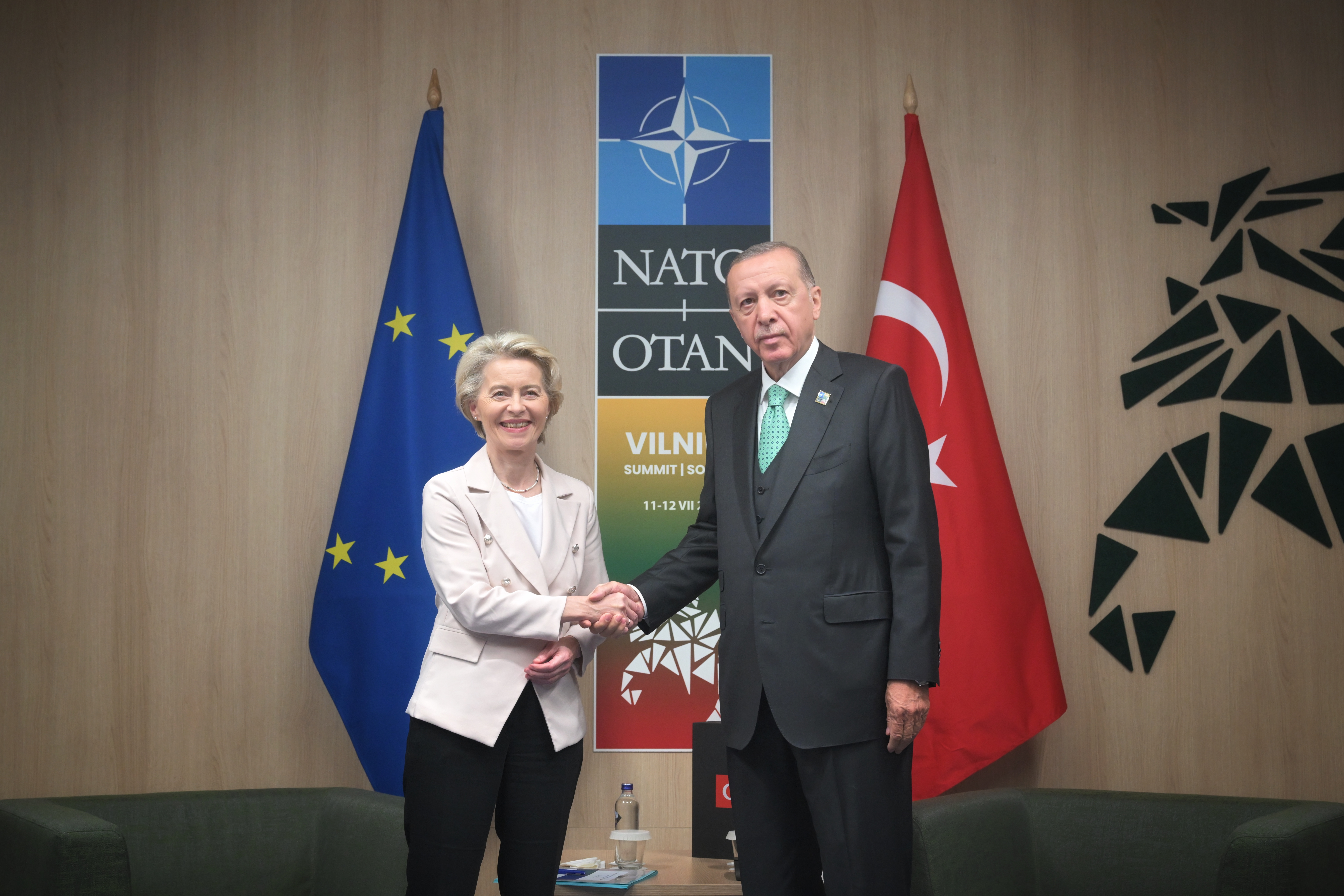
Ursula von der Leyen y Recep Tayyip Erdoğan (2023)

Tras las elecciones al Parlamento Europeo en mayo de 2019, el Consejo Europeo inició el proceso para nombrar a quien sería presentado al parlamento para reemplazar a Jean Claude Juncker como presidente de la Comisión Europea (CE). Durante varias reuniones no concluyentes, se barajaron varios nombres para el cargo, incluida la posibilidad de postular a Angela Merkel para el puesto. Sin embargo, fue Ursula von der Leyen quien resultó elegida en una cumbre del Consejo en Bruselas el 2 de julio de 2019.
Fue el presidente de Francia Emmanuel Macron quien propuso el nombre de Ursula von der Leyen para reemplazar a Juncker. Macron se ha presentado a sí mismo como un europeísta y desde el inicio de su presidencia en mayo de 2017 abanderó la idea de impulsar la refundación de la Unión Europea. Dentro de esta línea fue una de las principales figuras en las negociaciones que condujeron a la elección de Von der Leyen.
Su nominación fue confirmada por el Parlamento Europeo el 16 de julio de 2019, por lo que Von der Leyen inició sus funciones al frente de la comisión el 1 de diciembre de 2019. Con anterioridad a la nominación, varios líderes europeos como el propio Juncker o el presidente del Gobierno de España, Pedro Sánchez se mostraron partidarios de fusionar los cargos de presidente de la Comisión con el de presidente del Consejo, pero dicha opción no fue acordada por la cumbre.

## Posicionamiento sobre la igualdad de género
En lo que refiere a la igualdad de género, en 2013 Ursula von der Leyen inició una campaña infructuosa para establecer una cuota reglamentaria de participación femenina en los consejos supervisores de las empresas alemanas, exigiendo en los consejos directivos de las compañías al menos un 20% de mujeres hasta 2018, y un incremento al 40% para el 2023.
Por otra parte, cuando la Corte Federal Constitucional falló a favor de los impuestos equitativos para las parejas del mismo sexo en el 2013, también apoyó los derechos de adopción equitativos, argumentando que «no conozco ningún estudio que diga que los niños que crecen con parejas del mismo sexo sean diferentes a los niños que crecen en parejas o matrimonios heterosexuales».

## Vida privada
Está casada con Heiko von der Leyen, profesor de Medicina, director ejecutivo de una compañía de ingeniería médica y miembro de la familia von der Leyen, una familia aristocrática de industriales de la seda. Conoció a su marido en el coro de la Universidad de Göttingen y tienen 7 hijos: David (1987), Sophie (1989), Donata (1992), las mellizas Victoria y Johanna (1994), Egmont (1998) y Gracia (1999). Hasta el año 2014 la familia vivió en una finca cerca de Hannover.
«Rosie» ha sido su sobrenombre desde pequeña.
En cuanto a su desempeño electoral, mientras algunos miembros de la CDU, como Merkel, fueron elegidos con porcentajes de más de un 90% en el Comité ejecutivo en la convención del partido en 2014, von der Leyen alcanzó el 70,5 %. También en sus reelecciones en 2016 y 2018 recibió el peor de todos los resultados con 72,4% y 57,47%.

## Publicaciones
- Ursula von der Leyen, C-reaktives Protein als diagnostischer Parameter zur Erfassung eines Amnioninfektionssyndroms bei vorzeitigem Blasensprung und therapeutischem Entspannungsbad in der Geburtsvorbereitung, doctoral dissertation, Hanover Medical School, 1990[86]
- Ursula von der Leyen, Maria von Welser, Wir müssen unser Land für die Frauen verändern. Bertelsmann, Munich, 2007, ISBN 978-3-570-00959-8
- Ursula von der Leyen, Liz Mohn, Familie gewinnt. Bertelsmann Stiftung, 2007, ISBN 978-3-89204-927-2